# Gloiophloea
Gloiophloea, rod crvenih algi iz porodice Scinaiaceae raširenih po tropskim i umjerenim morima. Sastoji se od tri priznate vrste, a znatan broj je isključen i prebačen u rod Scinaia.

## Vrste
1. Gloiophloea articulata Weber Bosse
2. Gloiophloea rosea (J.Agardh) Huisman & Womersley
3. Gloiophloea scinaioides J.Agardh; tipična